# الکس براون (بازیکن فوتبال، زاده ۱۹۹۲)
الکس براون (انگلیسی: Alex Brown؛ زادهٔ ۳۰ سپتامبر ۱۹۹۲) بازیکن فوتبال اهل بریتانیا است.
از باشگاه‌هایی که در آن بازی کرده‌است می‌توان به باشگاه فوتبال کوربی تاون، باشگاه فوتبال مایدستون یونایتد، باشگاه فوتبال گیلینگام، و باشگاه فوتبال ویتستیبل تاون اشاره کرد.